# Host (Album)
Host ist das siebte Studioalbum der englischen Band Paradise Lost. Es erschien im Mai 1999.

## Entstehung und Stil
Auf Host nahmen Paradise Lost eine gänzliche Abkehr vom Metal vor. Passagen, auf die die von Nick Holmes mit ins Leben gerufene Stilbezeichnung Dark Rock zutrifft, werden mit Elementen des Synthiepop ähnlich Depeche Mode gemischt. Die Texte bleiben melancholisch, ohne jedoch das Thema Tod in dem Maße aufzugreifen wie auf den Vorgängern. Das Album wurde von Steve Lyon produziert, Gitarrist Gregor Mackintosh übernahm die zahlreich vertretenen Keyboard-Passagen. Der Hintergrundgesang wurde bei sechs Titeln von Shereena Smith übernommen.

## Rezeption
Antti J. Ravelin von Allmusic schrieb, das Album klinge wie Depeche Mode mit verzerrten Gitarren. Die Platte sei ein großer Schritt für die Band, langweilige Momente gebe es nicht. Er vergab drei von fünf Sternen. Boris Kaiser schrieb in Rock Hard: „Host ist gleichzeitig geeignet zur Untermalung, zum intensiven Hörgenuß und für die schönen Stunden zu zweit. Welches Album hat heutzutage schon solche Allrounder-Qualitäten?“ Die Wertung war 8,5 von zehn Punkten.

## Titelliste
Alle Stücke wurden von Nick Holmes (Text) und Greg Mackintosh (Musik) geschrieben.
1. So Much Is Lost – 4:16
2. Nothing Sacred – 4:02
3. In All Honesty – 4:02
4. Harbour – 4:23
5. Ordinary Days – 3:29
6. It’s Too Late – 4:44
7. Permanent Solution – 3:17
8. Behind the Grey – 3:13
9. Wreck – 4:41
10. Made the Same – 3:34
11. Deep – 4:00
12. Year of Summer – 4:16
13. Host – 5:12

## Chartplatzierungen
| ChartsChartplatzierungen     | Höchstplatzierung | Wochen |
| ---------------------------- | ----------------- | ------ |
| Deutschland (GfK)            | 4 (8 Wo.)         | 8      |
| Österreich (Ö3)              | 33 (4 Wo.)        | 4      |
| Vereinigtes Königreich (OCC) | 61 (1 Wo.)        | 1      |